# Der Evangelimann
Der Evangelimann is een opera in twee bedrijven van Wilhelm Kienzl op eigen libretto naar Aus den Berichten eines Polizeicommissärs door Dr. Leopold Florian Meißner. De wereldpremière vond plaats op 4 mei 1895 in het Königliches Opernhaus te Berlijn.

## Inhoud
Het verhaal speelt zich af in het Benedictijner klooster van St. Othmar te Neder-Oostenrijk in het jaar 1820, en te Wenen in het jaar 1850.
Mathias, klerk in het klooster van St. Othmar, is verliefd op Martha, de pleegdochter van magistraat Friedrich Engel. Mathias'  broer Johannes is jaloers op Martha's affectie en begint tegen zijn broer te intrigeren. Wanneer de magistraat ingelicht wordt over wat er gaande is tussen zijn pleegdochter en Matthias, ontslaat hij de klerk en stuurt hem weg van het klooster. Martha weerstaat Johannes' toenaderingen, en wanneer hij getuige is van het afscheid van Mathias en Martha, waarbij ze elkaar eeuwige trouw zweren, verandert zijn jaloezie in blinde haat en steekt hij het klooster in brand. Echter wordt niet hij, maar Mathias gearresteerd als dader.
Mathias heeft twintig jaar in de gevangenis gezeten, en aangezien hij niet in de maatschappij gere-integreerd mocht worden, reist hij door het land als predikant. Martha heeft na de opsluiting van Mathias haar leven weer opgepakt, en Johannes is door oneerlijke zaken rijk geworden, en woont in Wenen; maar hij is nu zwaar ziek. Dertig jaar na de gebeurtenissen in St. Othmar ontmoeten de broers elkaar weer. Mathias vergeeft Johannes, die nu in vrede kan sterven.